# وريد بابي
الوريد البابي أو وريد الباب أو الباب أو وريد بابي كبدي (بالإنجليزية: Portal vein)‏ هو الوريد الذي يحمل الدم المحمّل بالمواد الغذائية الممتصة عن طريق عملية الهضم إلى الكبد. يرد 75% من الدوران الدموي في الكبد من الوريد البابي، ويأتي المتبقي من الشريان الكبدي. يخرج الدم من الكبد إلى القلب عبر الأوردة الكبدية. ليس الوريد البابي وريدًا بالمعنى الحقيقي للكلمة، لأنه لا يوصل الدم إلى القلب وإنما إلى الأسرّة الشعرية في الكبد. وهو عنصر رئيسي من الجهاز البابي الكبدي. لا يوجد في الجسم سوى جهازين بابيين الثاني هو الجهاز النخامي البابي.
يتشكل الوريد البابي عادة من تلاقي الوريد المساريقي العلوي، والوريد الطحالي، والوريد المساريقي السفلي، والوريدين الشرسوفيين الأيمن والأيسر، والوريد البنكرياسي.
تسبب الحالات التي تصيب الوريد البابي أمراضًا مهمة قد تؤدي إلى الوفاة. وأهم الأمثلة على ذلك حالة ارتفاع الضغط الدموي في الوريد البابي. تسمى هذه الحالة فرط الضغط البابي، وهي أحد أهم مضاعفات الإصابة بتشمع الكبد. في النسيج الشحمي البطني عند البدينين، تتنقل السيتوكينات الالتهابية وغيرها من المواد المؤذية إلى الكبد عبر الوريد البابي، وهو ما يؤدي إلى مقاومة الأنسولين الكبدية والداء الكبدي الدهني اللاكحولي.

## الوظيفة
يشكل الوريد البابي والشريان الكبدي مصدري الدم الوارد إلى الكبد. ويأتي نحو 75% من الدم إلى الكبد عبر الوريد البابي والباقي من الشرايين الكبدية.
بخلاف الأوردة الأخرى، لا يأخذ الوريد البابي الدم نحو القلب وإنما يشكل جزءًا من الجهاز الوريدي البابي الذي يأخذ الدم الوريدي إلى الأسرّة الشعرية، المسماة الجيوب الكبدية، في الكبد. من خلال نقل الدم الوريدي من الجهاز الهضمي إلى الكبد، يحقق الوريد البابي وظيفتين: يزود الكبد بالركائز الاستقلابية ويضمن معالجة المواد الممتصة في السبيل الهضمي ضمن الكبد قبل وصولها الدوران الجهازي. يحقق هذا الأمر فائدتين، أولًا، يتخلص الكبد من السموم التي يمكن أن تُمتص في السبيل الهضمي قبل وصولها الدوران الجهازي، وثانيًا، تصل المغذيات الممتصة في الأمعاء إلى الكبد قبل أي عضو. بعد مروره في الجيوب الكبدية، ينزح الدم نحو القلب عبر الأوردة الكبدية.

## الأهمية السريرية

### فرط الضغط الدموي البابي
ازدياد الضغط الدموي في الوريد البابي أحد أهم مضاعفات الداء الكبدي، وبشكل خاص التشمع الكبدي. توسع الوريد البابي (يكون قطر الوريد أكبر من 13-15 ملم) علامة على ارتفاع التوتر البابي، بحساسية تبلغ 12.5% إلى 40% عند استخدام تخطيط الصدى الدوبلري، تتراوح سرعة الجريان في الوريد البابي الرئيسي في ذروتها عند الانقباض بين 20 سم/ثانية و40 سم/ثانية. تعد السرعة الأقل من 16 سم/ثانية بالإضافة إلى التوسع في الوريد البابي الرئيسي معياران مشخصان لفرط الضغط البابي. 
تتضمن العلامات السريرية على ارتفاع التوتر البابي أعراض تشمع الكبد: الحبن، الدوالي المريئية، الوحمات الوعائية، رأس ميدوزا الوعائي، الراحة الكبدية.

### النبضان
يُقاس نبضان الوريد البابي بتخطيط الصدى الدوبلري. ازدياد النبض يمكن أن يظهر النبضان بسبب تشمع الكبد، أو بسبب ازدياد الضغط في الأذينة اليمنى (الذي يمكن أن ينتج عن القصور القلبي الأيمن أو قصور الصمام ثلاثي الشرف). يُعطى النبضان قيمًا من خلال استخدام مؤشرات النبضان. وتشير المؤشرات التي تفوق قيمًا محددة إلى وجود مرض ما. 

### العدوى
يعبر التهاب وريد الباب عن عدوى في الوريد البابي تنتج عن انتقال العامل الممرض من عدوى داخل بطنية مثل التهاب الردب.   

### الغازات
وجود الغاز في الوريد البابي حالة نادرة تظهر في الفحوص الشعاعية. يدخل الغاز إلى الجهاز الوريدي البابي. وأشيع سبب لذلك الإقفار المعوي ومن الأسباب الأخرى سرطان القولون.

## مسار الوريد البوابي
يجري الدم الوريدي (قليل الأكسجين الغني بالمواد الغذائية الممتصة من الغذاء) من الأمعاء، ومن المعدة والطحال في أوردة. تتّحد هذه الأوردة مع بعضها فتكوّن وريد الباب الذي يتصل مع الكبد.
يتفرّع الوريد الباب قبل دخوله إلى الكبد إلى وريدين أيمن وأيسر.

## الصفات التشريحية
الوريد البابي لا يحتوي على صمامات مثل باقي أوردة الجسم التي تمنع رجوع الدم بالاتجاه المعاكس لجريان الدم، ولذلك فإنه إذا واجه الدم مقاومة لجريانه مثل في حالة تشمع الكبد، فإن الأوردة المجهزة ستنتفخ وسيزيد الضغط فيها، وسيخرج السائل منها إلى تجويف البطن مسببًا ما يعرف بالاستسقاء، وقد يؤدي هذا الضغط إلى تحول الدم إلى الطحال وتضخمه.

## اتصالات وريد الباب
يتصل وريد الباب بالدورة الدموية الرئيسية في الجسم في عدة أماكن :
1. في الجزء الأسفل من المريء.
2. في منطقة السرة.
3. في منطقة المستقيم.

## صور

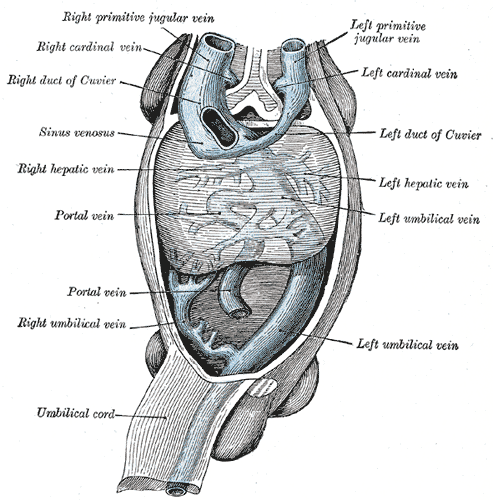
Human embryo with heart and anterior body-wall removed to show the sinus venosus and its tributaries.
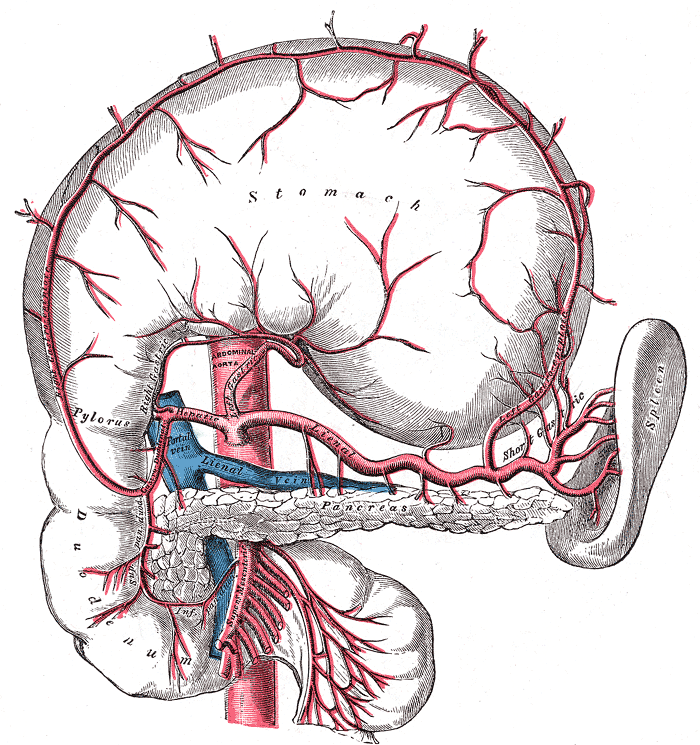
The celiac artery and its branches; the stomach has been raised and the peritoneum removed.
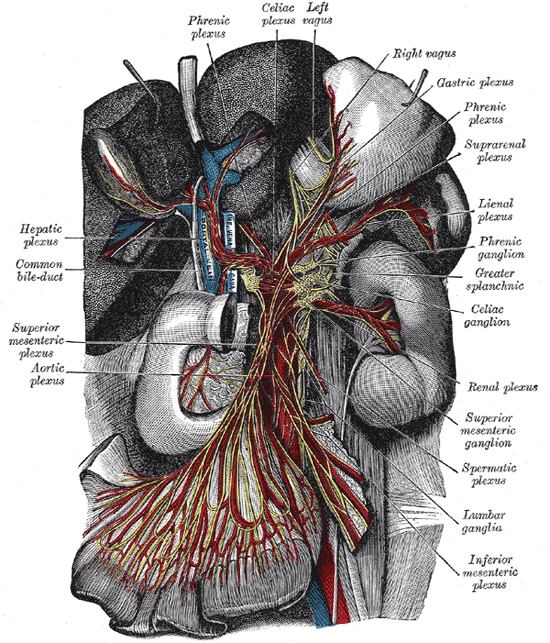
The celiac ganglia with the sympathetic plexuses of the abdominal viscera radiating from the ganglia.
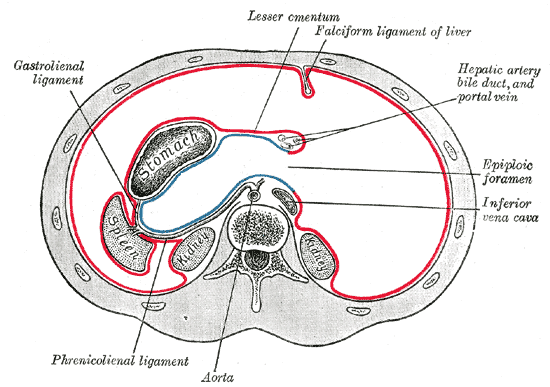
Horizontal disposition of the peritoneum in the upper part of the abdomen.
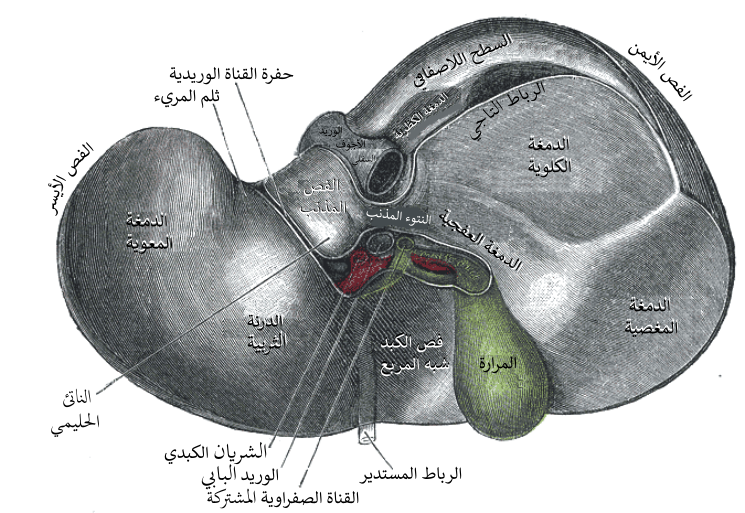
Inferior surface of the liver.
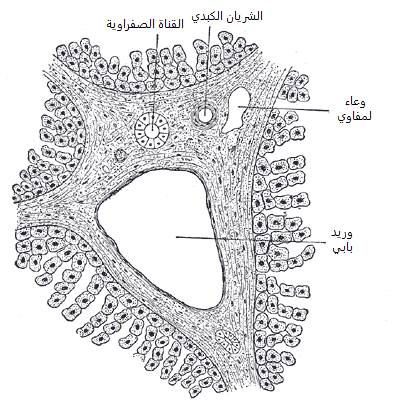
Section across الثالوث البابي of pig.
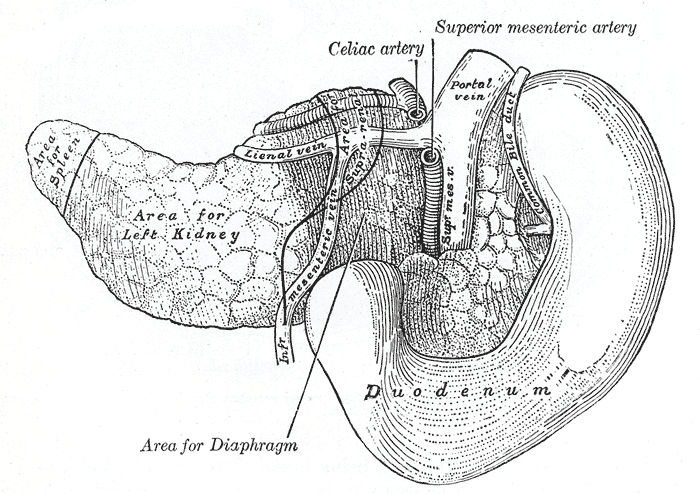
البنكرياس، والاثني عشر (من الخلف).
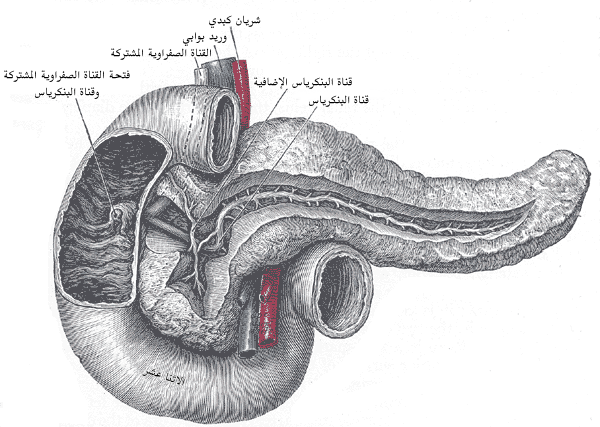
القناة البنكرياسية.
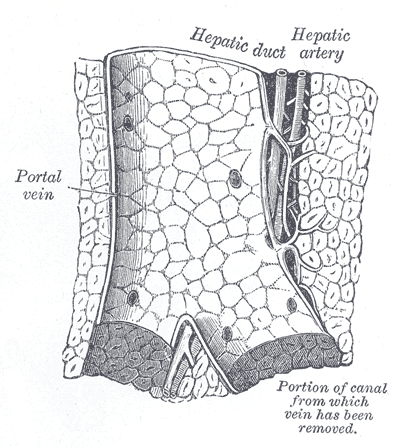
مقطع طولي لوريد بابي صغير وتجويفه.
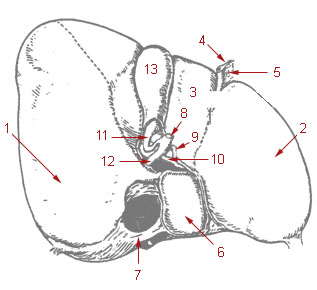
الكبد والمرارة
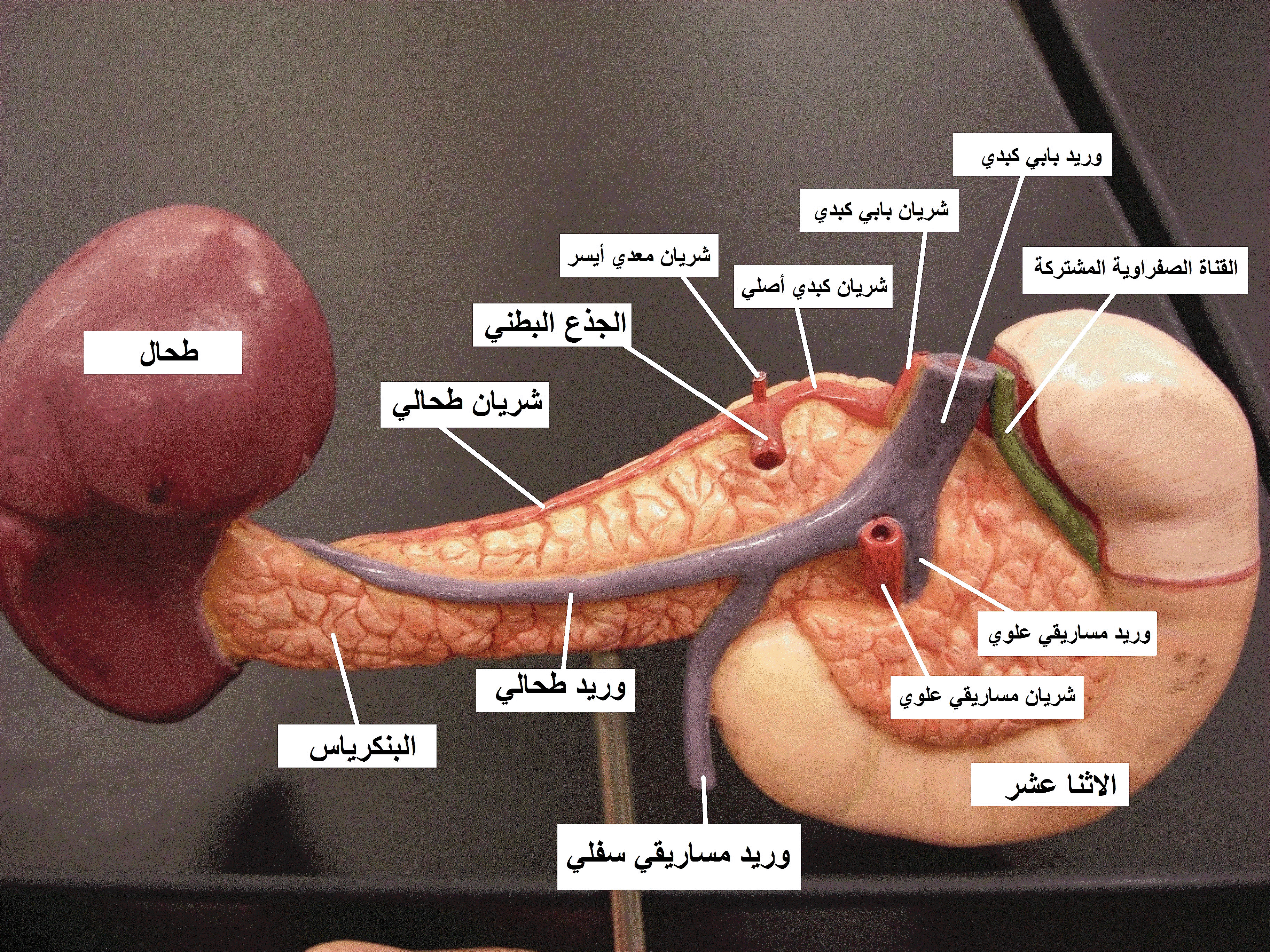
Posterior view of the abdominal viscera, showing arteries and veins around the pancreas and spleen.